# Townsendmol
De townsendmol (Scapanus townsendii)  is een zoogdier uit de familie van de mollen (Talpidae). De wetenschappelijke naam van de soort werd voor het eerst geldig gepubliceerd door Bachman in 1839.

## Voorkomen
De soort komt voor in Canada en de Verenigde Staten.